# 可洛峐山之战
可洛峐山之战，隋文帝开皇二年（582年）六月，在隋军抗击突厥汗国战争中，隋朝凉州总管贺娄子干率军在可洛峐山（今甘肃省武威市东南）地区，击败达头可汗军的作战。
582年五月，突厥沙鉢略可汗、达头可汗、阿波可汗等五可汗率骑兵四十万分路攻隋，各地隋軍分别进行抵抗。达头军分两路疾进，其右路军在鸡头山（今甘肃省平凉市西）被隋将韩寿部击败，左路军继向武威兰州开进。六月，达头率部攻兰州，贺娄子干率部迎战。双方在可洛峐山地区相遇。达头军人多势盛，可洛峐先采取守勢，阻川为营，断绝达头军的水源，俟其人马因缺水困弊时，乘机进击，达头军失利，暂时迟滞了达头军的攻势。